# Богородское викариатство
Богоро́дское викариа́тство — титулярное викариатство Русской православной церкви. Названо по городу Богородску Московской губернии (ныне Ногинск Московской области). С 2007 по 2019 годы являлось кафедрой для управляющего приходами Московского Патриархата в Италии. С 30 мая 2019 года является кафедрой викария Патриаршего экзарха Западной Европы по окормлению молдавской диаспоры.

## История
Ещё в XIX веке митрополит Московский Филарет (Дроздов), который был сторонником создания единоверческой иерархии, предложил Синоду дать единоверцам викарного епископа Богородского. Однако из 22 членов Синода за предложение святителя высказались только 10. Поэтому решение принято не было.
В 1921 году было учреждено Богородское викариатство Московской епархии, став кафедрой единоверческого епископа Никанора (Кудрявцева). С переименованием города Богородск (Московская область) в Ногинск стало именоваться Ногинским. После смерти второго епископа Богородского Платона (Руднева) в 1936 году.
6 октября 2006 года решением Священного Синода возрождено как титулярное викариатство в составе Корсунской епархии.
27 декабря 2007 года решением Священного Синода приходы Московского патриархата в Италии были подчинены вновь образованной Богородской епархии. До назначения епископа Синод постановил сохранить архипастырское окормление приходов за архиепископом Корсунским Иннокентием. В связи с назначением в 2010 году на Корсунскую кафедру епископа Нестора (Сиротенко), функции временного управляющего Богородской кафедрой перешли к нему.
В 2007—2013 годы временное архипастырское руководство приходами Московского Патриарха в Италии осуществляли правящие архиереи Корсунской епархии как временные управляющие Богородским викариатством.
С 2013 по 2017 года титул епископа Богородского руководители Управления Московской Патриархии по зарубежным учреждениям.
30 мая 2019 года Священный Синод «Принимая во внимание возрастающее количество молдавских приходов и общин на территории Италии, а также необходимость особого попечения о многочисленной молдавоязычной пастве Московского Патриархата на Апеннинах», поручил их архипастырское окормление иерарху с титулом «Богородский» на правах викария Патриаршего Экзарха Западной Европы.

## Епископы
Богородское (Ногинское) викариатство Московской епархии
- Никанор (Кудрявцев) (1921 — 14 октября 1923) (единоверческий)
- Платон (Руднев) (14 октября 1923—1926)
- Серафим (Силичев) (15 июня 1926 — 30 июня 1927) в/у, еп. Подольский

Богородское викариатство Корсунской епархии
- Елисей (Ганаба) (26 ноября 2006 — 27 декабря 2007)

Богородское викариатство Московской епархии
- Иннокентий (Васильев) (27 декабря 2007 — 24 декабря 2010) в/у, епископ Корсунский
- Нестор (Сиротенко) (24 декабря 2010 — 16 июля 2013) в/у, епископ Корсунский
- Марк (Головков) (16 июля 2013 — 22 октября 2015) в/у, архиеп. Егорьевский
- Антоний (Севрюк) (26 октября 2015 — 29 июля 2017)
- Матфей (Андреев) (29 июля — 28 декабря 2017)
- Антоний (Севрюк) (28 декабря 2017 — 15 октября 2018) в/у, архиеп. Венский и Будапештский
- Иоанн (Рощин) (15 октября — 28 декабря 2018)

Богородское викариатство Патриаршего экзархата в Западной Европе
- Амвросий (Мунтяну) (с 30 мая 2019)